# Indonesia Premier League 2013
Ne doit pas être confondu avec Indonesia Super League 2013.
Navigation
Saison précédente Saison suivante
La saison 2013 de l'Indonesia Premier League est la deuxième et dernière édition de l'Indonesia Premier League, la compétition reconnue par la fédération indonésienne, à la suite de sa décision d'attribuer l'organisation du championnat à une nouvelle société. Cependant, en parallèle de la Premier League, la Super League continue à être organisée cette saison, toujours avec l'organisateur historique.
Cette dernière édition de l’IPL a été relativement mouvementée. La décision en octobre 2013 par l’ensemble des parties prenantes des deux championnats parallèles de fusionner dès la saison 2014 compromet la fin de la compétition. Le championnat est purement et simplement arrêté et les clubs toujours en lice s’affrontent en barrages pour déterminer les sept clubs autorisés à participer à la prochaine édition du championnat national, s’ils remplissent les conditions d’admission. De plus, la phase finale du championnat est elle-même annulée, l’argument avancé étant que la priorité est de déterminer les clubs potentiellement qualifiés pour la saison prochaine.

## Les clubs participants
| - Persija Jakarta - Semen Padang - Persiraja Banda Aceh - Persibo Bojonegoro - Persiba Bantul - PSLS Lhokseumawe - Promu de D2 - PSIR Rembang - Promu de D2 - Pro Duta FC - Promu de D2 | - Arema Malang - Bontang FC - Persebaya Surabaya - PSM Makassar - Persema Malang - Persijap Jepara - Persepar Palangkaraya - Promu de D2 - Perseman Manokwari - Promu de D2 |

## Compétition
Le barème utilisé pour établir l'ensemble des classements est le suivant :
- Victoire : 3 points
- Match nul : 1 point
- Défaite : 0 point

### Phase régulière

#### Classement
| Rang | Équipe                 | Pts | J  | G  | N | P  | Bp | Bc | Diff |
| ---- | ---------------------- | --- | -- | -- | - | -- | -- | -- | ---- |
| 1    | Semen PadangT          | 41  | 16 | 13 | 2 | 1  | 46 | 6  | +40  |
| 2    | Perseman ManokwariP    | 39  | 19 | 12 | 3 | 4  | 39 | 12 | +27  |
| 3    | Pro Duta FCP           | 37  | 19 | 11 | 4 | 4  | 33 | 11 | +22  |
| 4    | Persiba Bantul         | 35  | 18 | 11 | 2 | 5  | 41 | 21 | +20  |
| 5    | Persebaya Surabaya     | 34  | 18 | 10 | 4 | 4  | 35 | 19 | +16  |
| 6    | PSM Makassar           | 32  | 18 | 10 | 2 | 6  | 27 | 12 | +15  |
| 7    | PSIR RembangP          | 31  | 20 | 9  | 4 | 7  | 33 | 42 | -9   |
| 8    | Persijap Jepara        | 30  | 19 | 9  | 3 | 7  | 32 | 16 | +16  |
| 9    | Persepar PalangkarayaP | 30  | 21 | 8  | 6 | 7  | 25 | 25 | 0    |
| 10   | Persiraja Banda Aceh   | 25  | 19 | 7  | 4 | 8  | 23 | 28 | -5   |
| 11   | PSLS LhokseumaweP      | 25  | 19 | 7  | 4 | 8  | 29 | 34 | -5   |
| 12   | Arema Malang           | 17  | 18 | 5  | 2 | 11 | 19 | 42 | -23  |
| 13   | Bontang FC             | 14  | 18 | 4  | 2 | 12 | 21 | 51 | -30  |
| 14   | Persema Malang         | 9   | 15 | 3  | 0 | 12 | 15 | 40 | -25  |
| 15   | Persibo Bojonegoro     | 7   | 15 | 2  | 1 | 12 | 6  | 39 | -33  |
| 16   | Persija Jakarta        | 4   | 15 | 1  | 1 | 13 | 11 | 37 | -26  |

|  | Qualification pour la finale de deuxième phase |
|  | Qualification pour la deuxième phase           |
|  | Club exclu du championnat en cours de saison   |

### Deuxième phase
L’ensemble des clubs toujours en lice (excepté Semen Padang, automatiquement qualifié en tant que tenant du titre) se retrouve pour déterminer les six clubs autorisés à participer à la prochaine saison du championnat. Les dix formations sont réparties en deux groupes, dont les trois premiers pourront être candidats pour s’aligner en 2014.

#### Premier tour
Groupe K :
| Rang | Équipe           | Pts | J | G | N | P | Bp | Bc | Diff |
| ---- | ---------------- | --- | - | - | - | - | -- | -- | ---- |
| 1    | Pro Duta FC      | 10  | 4 | 3 | 1 | 0 | 14 | 1  | +13  |
| 2    | PSM Makassar     | 9   | 4 | 3 | 0 | 1 | 11 | 2  | +9   |
| 3    | Persijap Jepara  | 7   | 4 | 2 | 1 | 1 | 9  | 3  | +6   |
| 4    | Bontang FC       | 3   | 4 | 1 | 0 | 3 | 5  | 16 | -11  |
| 5    | PSLS Lhokseumawe | 0   | 4 | 0 | 0 | 4 | 3  | 18 | -15  |

|  | Qualification pour la phase finale |
|  | Club candidat au championnat 2014  |
|  | Relégation en deuxième division    |

Groupe L :
| Rang | Équipe                | Pts | J | G | N | P | Bp | Bc | Diff |
| ---- | --------------------- | --- | - | - | - | - | -- | -- | ---- |
| 1    | Persepar Palangkaraya | 10  | 4 | 3 | 1 | 0 | 13 | 7  | +6   |
| 2    | Persiba Bantul        | 7   | 4 | 2 | 1 | 1 | 10 | 6  | +4   |
| 3    | Perseman Manokwari    | 7   | 4 | 2 | 1 | 1 | 9  | 7  | +2   |
| 4    | PSIR Rembang          | 4   | 4 | 1 | 1 | 2 | 11 | 13 | -2   |
| 5    | Persiraja Banda Aceh  | 0   | 4 | 0 | 0 | 4 | 6  | 16 | -10  |

|  | Qualification pour la phase finale |
|  | Club candidat au championnat 2014  |
|  | Relégation en deuxième division    |

#### Phase finale
Le premier de chaque groupe retrouve Semen Padang en phase finale.
|  | Demi-finale           | Demi-finale           | Demi-finale |  |  | Finale       | Finale      | Finale |
|  |                       |                       |             |  |  |              |             |        |
|  |                       |                       |             |  |  | Semen Padang |             |        |
|  | Pro Duta FC           | Pro Duta FC           | 3           |  |  | Pro Duta FC  | Pro Duta FC |        |
|  | Persepar Palangkaraya | Persepar Palangkaraya | 2           |  |  |              |             |        |

## Bilan de la saison
| Championnat d'Indonésie de football 2013 |          |
| Champion                                 | Aucun    |
| Qualifications continentales             |          |
| Coupe de l'AFC 2014                      | Aucun    |
| Promotions et relégations                |          |
| Promus en Indonesia Premier League       | Aucun    |
| Relégués en Premier Division             | 10 clubs |